# Villárdiga
Villárdiga é um município da Espanha na província de Zamora, comunidade autónoma de Castela e Leão, de área 16,90 km² com população de 102 habitantes (2004) e densidade populacional de 6,04 hab/km².

## Demografia
| Variação demográfica do município entre 1991 e 2004 | Variação demográfica do município entre 1991 e 2004 | Variação demográfica do município entre 1991 e 2004 | Variação demográfica do município entre 1991 e 2004 |
| --------------------------------------------------- | --------------------------------------------------- | --------------------------------------------------- | --------------------------------------------------- |
| 1991                                                | 1996                                                | 2001                                                | 2004                                                |
| 130                                                 | 124                                                 | 108                                                 | 102                                                 |